# Calocarides soyoi
Calocarides soyoi är en kräftdjursart som först beskrevs av Yokoya 1933.  Calocarides soyoi ingår i släktet Calocarides och familjen Axiidae. Inga underarter finns listade i Catalogue of Life.